# ヤロスラフ・イングヴァレヴィチ
ヤロスラフ・イングヴァレヴィチ（ウクライナ語: Ярослав Інґварович、? - 1229年以降）は、イングヴァリ・ヤロスラヴィチの4人の息子のうちの1人である。シュムスク公（在位：1223年 - 1227年）、ルーツク公（在位：1227年 - 1228年）、メジュィボジュ公（在位：1228年 - ?）。

## 生涯
1228年のカルカ河畔の戦いで、ヤロスラフの2人の兄（ドロゴブージ公イジャスラフ・シュムスク公スヴャトスラフ）は戦死した。また、1227年に従弟のルーツク公イヴァンが死んだ後、ヤロスラフはルーツクを得た。しかしすぐさまヴォルィーニ公ダニールによって追放され、代わりにペレムィシュリとメジュィボジュを得た。1230年にはダニールがガーリチへの遠征を行い、弟のウラジーミルはこれに加わったが、ヤロスラフは参加していない。
モンゴルのルーシ侵攻の最中には、カメネツにおいて、キエフからハンガリーへ逃亡中のキエフ大公ミハイルの家族を捕獲した。
なお、『ラヴレンチー年代記』においては、ウラジーミル大公ヤロスラフと混同された記述がみられる。

## 妻子
妻はスモレンスク公ロマン・ロスチスラヴィチの娘。子の名はボリス。